# 颱風韋恩 (1983年)
強烈颱風韋恩（英語：Typhoon Wayne，國際編號：8304，PAGASA：Katring）是1983年太平洋颱風季的一個熱帶氣旋。

## 氣象歷史
韋恩於7月20日在菲律賓以東海域形成，很快便於7月22日增強為熱帶風暴，再於7月23日達致颱風強度，7月24日中午成為超級颱風。它經過臺灣南部之後進入中國大陸，7月25日消散。

## 影響

### 菲律賓
它在菲律賓造成突發性洪災，有20人死亡。

### 中國大陸
它亦是1960年至2005年期間，直接影響福建省第五強烈的熱帶氣旋。它帶來的暴雨在福建和廣東引致嚴重水浸，當地死亡人數達105人。

### 臺灣
- 當地評定巔峰強度分級：（CWB）
- 當地評定最大持續風速：63每秒（122節；230每小時）（一分鐘）
- 當地發布之颱風警報：海上陸上颱風警報

在高屏地區，韋恩造成許多農作物倒伏。有100公頃的魚塭因海水倒灌而受損。

## 熱帶氣旋警告使用記錄

### 臺灣
| 中央氣象局 颱風警報 | 中央氣象局 颱風警報 | 中央氣象局 颱風警報 |
| ------------------- | ------------------- | ------------------- |
| 上一熱帶氣旋        | 海上颱風警報        | 下一熱帶氣旋        |
| 強烈颱風南施        | 海上颱風警報        | 強烈颱風艾貝        |
| 強烈颱風肯恩        | 陸上颱風警報        | 強烈颱風艾倫        |